# スクリームシリーズ
「スクリーム」（Scream）シリーズは、1996年公開のアメリカ映画『スクリーム』に始まる一連のホラーシリーズ。5本の映画のほか、テレビシリーズもある。監督は第1作から第4作まではウェス・クレイヴン、脚本はケヴィン・ウィリアムソンなどが担当した。全世界での興行収入は6億800万ドルを超えている。
主演は、ネーヴ・キャンベル、コートニー・コックス、デヴィッド・アークエットで、映画5作品すべてに出演しており、ゴーストフェイスの殺し屋の声を担当したロジャー・L・ジャクソンも出演している。共演者のジェイミー・ケネディとリーヴ・シュレイバーは第1作から第3作まで、ヘザー・マタラッツォは第3作から第5作まで、マーリー・シェルトンは第4作から第5作まで出演している。
シリーズは、シドニー・プレスコットが、「ゴーストフェイス」の名で被害者につきまとって殺す連続殺人犯と闘う姿を描いている。シドニーは、町の警察官デューイ・ライリー、タブロイド紙の記者ゲイル・ウェザーズ、映画オタクのランディ・ミークスに支えられ、その他にも様々な友人、恋愛相手、知人が登場し、シリーズが進むにつれて変化していく。
第1作目の『スクリーム』は1996年12月20日に公開され、『ハロウィン』（2018年）が公開されるまで、世界で最も興行収入の高いスラッシャー映画であった。2作目の『スクリーム2』は1997年12月12日に公開された。3作目の『スクリーム3』は2000年2月4日に公開され、本来はシリーズの完結編だった。
その11年後、2011年4月15日に4作目『スクリーム4』が公開され、また、新しいキャラクターや設定を追ったアンソロジーテレビシリーズ『スクリーム』 (Scream_(TV_series)) は、2015年から2019年までの3シーズン、MTVとVH1で放送された。映画の第5作は2022年1月14日に公開された。この作品は、2015年に亡くなったウェス・クレイヴンが監督を務めない初の作品である。

## 作品

### スクリーム（1996年）
第1作目の『スクリーム』は、1996年12月18日にカリフォルニア州ウエストウッドのAMC Avcoシアターで公開され、1996年12月20日に一般公開された。脚本はケヴィン・ウィリアムソン、監督は『エルム街の悪夢』のウェス・クレイヴン。『スクリーム』は、ホラー映画というジャンルの慣習や決まり文句を知っていて、それを利用して生き延びることができるキャラクターたちを登場させることで、ホラーに対する自己言及的なアプローチを提供した。本作では、10代のシドニー・プレスコットが、母親の命日を迎えながら、ゴーストフェイスと呼ばれる謎の人物に襲われる様子が描かれている。この作品は興行的にも成功し、ホラーというジャンルを再構築したという点で高い評価を受けた。この作品は、1990年代半ばにホラージャンルを活性化させ、多くの模倣作品を生み出したといわれている。特に、それまでのホラー映画では珍しかった人気のある俳優や女優を起用したことが注目された。

### スクリーム2（1997年）
続編の『スクリーム2』は、マンズ・チャイニーズ・シアターでプレミア上映された後、1997年12月12日に一般公開された。脚本はウィリアムソン、監督はクレイヴンで、オリジナル作品から1年も経たないうちに公開された。前作と同様に、ホラージャンルの慣例を意識したキャラクターが登場し、それらを嘲笑しつつ、同時にその犠牲になっている。1997年を舞台に、大学生になったシドニー・プレスコットに再び焦点を当て、ゴーストフェイスの変装をした模倣犯による事件を描いている。この作品も興行的に成功し、ホラー映画の続編を解体し、社会におけるメディアの影響力を解説したことで、同様の評価を受けた。しかし、『スクリーム2』の脚本が製作中に流出し、犯人の正体がネタバレしてしまったため、映画は大幅に書き直され、犯人は変更されたが、動機は同じだった。

### スクリーム3（2000年）
『スクリーム3』は2000年2月3日にカリフォルニア州ウエストウッドのAMC Avcoシアターでプレミア上映されたのち、2000年2月4日に一般公開された。監督は前作と同じくクレイヴンが務めたが、脚本はウィリアムソンがテレビシリーズ『ウェイストランド』とオリジナル作品『鬼教師ミセス・ティングル』（1999年）に専念していたため、代わりにアーレン・クルーガーが、ウィリアムソンから提供されたいくつかのアイデアをもとに脚本を完成させた。2000年を舞台に、新たなゴーストフェイス・キラーと、ゴーストフェイス・キラーの始まりとなった母親の真実に直面するシドニー・プレスコットに焦点を当てている。この作品は、前作同様、ホラーの常識を意識したキャラクターが登場し、この場合はシリーズ三部作の最終作としてのルールや構造を意識している。
『スクリーム3』は、前2作と比較すると成功したとは言えず、経済的にも批評的にも苦戦した。コメンテーターは、この作品が『スクリーム』や『スクリーム2』で元々パロディにしていたホラー映画に似てきたと指摘した。また、前2作と比較してホラーやバイオレンスではなく、ユーモア要素に重点を置いたトーンの変化に批判的な意見もあった。しかし、肯定的な反応を示した評論家は、このトーンの変化を支持し、映画三部作を成功裏に完成させたことを称賛していた。

### スクリーム4: ネクスト・ジェネレーション（2011年）
2008年7月、ワインスタイン・カンパニーは、ウィリアムソンが脚本を担当する続編『スクリーム4』の制作を発表し、2010年3月にはクレイヴンがこのプロジェクトに参加することになった。2010年5月、オリジナルの「スクリーム」三作品のプロデューサーであるキャシー・コンラッドは、ワインスタイン・カンパニーが彼女の会社であるキャットエンタテインメントとの間で交わした、すべての「スクリーム」作品を製作する最初の権利を与える契約に違反しているとして、300万ドルの訴訟を起こした。ワインスタイン・カンパニーは、この契約ではコンラッドのサービスがフランチャイズの独占的なものであることが要求されていると主張したが、前作ではこのような規定はなかったため、コンラッドは「誤った口実」と語った。コンラッドは、ワインスタイン・カンパニーが、より安いプロデューサー（クレイヴンの妻、イヤー・ラブンカ）を雇ってコストを削減するために、彼女を無報酬で辞めさせようとしたと非難した。2011年4月、この訴訟はワインスタイン・カンパニーによって法廷外で和解されたと報道された。
この作品は2011年1月に一部のシーンの再撮影を行った。クレイヴン監督は、一部のシーンを強化するために再撮影を行ったと語り、エンディングはそのままとし、2011年1月6日に行われた試写会後、観客の反応が悪かったために本作を大幅に変更するのではないかという批判に反論した。
第4作は、2011年4月11日にグラウマンズ・チャイニーズ・シアターで公開され、2011年4月15日に一般公開された。本作は、前作から10年後の世界を舞台に、シドニー・プレスコットがブックツアーの最終目的地である「スクリーム」の舞台となった架空の町、ウッズボローに戻り、再び一連の殺人事件と、再びゴーストフェイスを名乗る殺人鬼に遭遇するというストーリーである。

### スクリーム（2022年）
2019年初頭、ホラーをテーマにした映画を得意とするブラムハウス・プロダクションズがシリーズの復活に興味を持っており、スタジオのトップであるジェイソン・ブラムが「スクリーム」シリーズの実現に向けて動いていると報じられた。2019年11月には、スパイグラス・メディア・グループが「スクリーム」の新作を製作する権利を獲得。それが続編なのか、リブートなのか、リメイクなのかは、その時点では不明だった。また、ウィリアムソンが復帰するかどうかも不明だった。翌月、この作品は新しいキャストを起用するが、以前のメインキャストが出演する可能性もあると発表された。
2020年3月、マット・ベティネリ＝オルピンとタイラー・ジレットが第5作の監督を務め、ウィリアムソンが製作総指揮を務めることが発表され、すでに正式な開発に入っており、2020年5月に撮影を開始する予定であることが明らかになった。2020年5月には、ネーヴ・キャンベルが第5作でシドニー・プレスコット役を再演するために交渉中であることが発表された。2020年6月、バラエティ誌は、この作品がパラマウント・ピクチャーズが配給することが決まっており、当初は1996年に第1作が公開されてから25年目となる2021年の公開を目指していたと報じた。8月、パラマウント・ピクチャーズは、新型コロナウイルスのパンデミックの影響で当初の2021年の仮公開から延期し、2022年1月14日に公開する予定であることを発表した。撮影は2020年9月22日に開始された。2020年11月18日、ウィリアムソンはTwitterで撮影が終了したことを確認し、第5作の正式タイトルを『スクリーム』とすることを発表した。『スクリーム』は2022年1月14日にアメリカで公開された。

### スクリーム6（2023年）
前作の公開からわずか数週間後に製作が発表された。同じクリエイティブチームが戻ってきて、2022年半ばにカナダのモントリオールで製作が開始される予定である。2022年3月、映画の公開は2023年3月10日を予定しており、コートニー・コックスがゲイル・ウェザーズ役を再演することが発表された。
2022年5月10日には、メリッサ・バレラ、ジャスミン・サヴォイ・ブラウン、メイソン・グッディング、ジェナ・オルテガも第6作に復帰することが発表された。翌日には、ヘイデン・パネッティーアが第4作からカービー・リード役を再演することが発表された。2022年6月3日、ダーモット・マロニーがキャストに加わった。 
2022年6月6日、キャンベルは6作目の映画でシドニー・プレスコット役として復帰しないことが発表された。女優はパラマウントとの契約と給与交渉が行き詰まったことについて声明を発表し、「女性として、私はキャリアの中で自分の価値を確立するために非常に懸命に働かなければなりませんでした。特に『スクリーム』に関してはそうです。私に提示されたオファーは、私がシリーズにもたらした価値に見合っていないと感じました」と述べた。
『スクリーム6』は当初の予定より数日早い2023年3月6日にアメリカで公開された。

## テレビシリーズ
2012年6月4日、MTVがスピンオフのテレビシリーズの開発を進めていることが報じられた。デヴィッド・アークエットは、このテレビシリーズには参加しないことをTwitterで発表した。2013年4月25日、The Hollywood Reporterは、MTVがテレビシリーズの制作を許可し、クレイヴンがパイロット版の監督として交渉中であることを確認した。2013年7月26日には、『クリミナル・マインド FBI行動分析課』の脚本家であるジェイ・ビーティーとダン・ドゥウォーキンがパイロット版の脚本を担当することになったと報じられた。2014年4月2日には、『レイベンズウッド』、『ユーリカ 〜事件です!カーター保安官〜』、『ハーパーズ・アイランド 惨劇の島』のジル・ブロートヴォーゲルが脚本を担当し、YouTubeで公開された動画がレイクウッドのティーンエイジャーに悪影響を与え、「殺人事件のきっかけとなり、町の問題を抱えた過去への窓を開く」ことをテーマにすると報じられた。主な出演者は、ウィラ・フィッツジェラルド、ベックス・テイラー=クラウス、ボビー・カンポ、コナー・ワイル、カールソン・ヤング。
『スクリーム』の第2シーズンは、2016年5月30日に初放送された。
第2シーズンの後、シリーズはMTVからVH1に移った。第3シーズンは、2019年7月8日にVH1で初公開された。

## レギュラー出演者とキャラクター
- 空の濃いグレーのセルは、そのキャラクターが映画に登場しなかったこと、またはそのキャラクターの公式な存在がまだ確認されていないことを示す。
- Aは、アーカイブ映像による登場を示す。
- Cはカメオ出演を示す。
- Eは、劇場用カットに含まれていない出演を示す。
- Mは、映画内の映像に登場することを示す。
- Oは、古いバージョンのキャラクターを示す。
- Vは音声のみの役割を示す。
- Yは、キャラクターの若いバージョンを示す。

| ゴーストフェイス                     | ロジャー・L・ジャクソンV    | ロジャー・L・ジャクソンV           | ロジャー・L・ジャクソンV  | ロジャー・L・ジャクソンV | ロジャー・L・ジャクソンV | マイク・ヴォーンV                                                  | マイク・ヴォーンV           | ロジャー・L・ジャクソンV |  |  |
| シドニー・プレスコット               | ネーヴ・キャンベル          | ネーヴ・キャンベル                 | ネーヴ・キャンベル        | ネーヴ・キャンベル       | ネーヴ・キャンベル       |                                                                    |                             |                          |  |  |
| ゲイル・ライリー（ニー・ウェザーズ） | コートニー・コックス        | コートニー・コックス               | コートニー・コックス      | コートニー・コックス     | コートニー・コックス     |                                                                    |                             |                          |  |  |
| デューイ・ライリー                   | デヴィッド・アークエット    | デヴィッド・アークエット           | デヴィッド・アークエット  | デヴィッド・アークエット | デヴィッド・アークエット |                                                                    |                             |                          |  |  |
| ビリー・ルーミス                     | スキート・ウールリッチ      | ルーク・ウィルソンC M              | スキート・ウールリッチA V |                          |                          |                                                                    |                             |                          |  |  |
| コットン・ウェアリー                 | リーヴ・シュレイバーC M     | リーヴ・シュレイバー               | リーヴ・シュレイバーC     |                          |                          |                                                                    |                             |                          |  |  |
| ランディ・ミークス                   | ジェイミー・ケネディ        | ジェイミー・ケネディ               | ジェイミー・ケネディC M Y |                          |                          |                                                                    |                             |                          |  |  |
| ステュワート                         | マシュー・リラード          |                                    | マシュー・リラードA V     |                          |                          |                                                                    |                             |                          |  |  |
| ニール・プレスコット                 | ローレンス・ヘクト          |                                    | ローレンス・ヘクト        |                          |                          |                                                                    |                             |                          |  |  |
| ハンク・ルーミス                     | C・W・モーガン              |                                    | C・W・モルガン・C M Y     |                          |                          |                                                                    |                             |                          |  |  |
| ケイシー・ベッカー                   | ドリュー・バリモア          | ヘザー・グラハムC M                |                           | ヘザー・グラハムA C M    |                          |                                                                    |                             |                          |  |  |
| レポーター                           |                             | ナンシー・オデールC M              | ナンシーオデールC         | ナンシーオデールC        |                          |                                                                    |                             |                          |  |  |
| 「シドニー・プレスコット」スタブ     |                             | トリ・スペリングC M                | エミリー・モーティマー    |                          |                          |                                                                    |                             |                          |  |  |
| ジュディ・ヒックス                   |                             |                                    |                           | マーリー・シェルトン     | マーリー・シェルトン     |                                                                    |                             |                          |  |  |
| エマ・デュヴァル                     |                             |                                    |                           |                          |                          | ウィラ・フィッツジェラルド カーシン・ダービーY マディソン・ウルフY | ウィラ・フィッツジェラルド  |                          |  |  |
| オードリー・ジェンセン               |                             |                                    |                           |                          |                          | ベックス・テイラー=クラウス                                        | ベックス・テイラー=クラウス |                          |  |  |
| ノア・フォスター                     |                             |                                    |                           |                          |                          | ジョン・カルナ                                                     | ジョン・カルナ              |                          |  |  |
| キーラン・ウィルコックス             |                             |                                    |                           |                          |                          | アマデウス・セラフィニ                                             | アマデウス・セラフィニ      |                          |  |  |
| ブルック・マドックス                 |                             |                                    |                           |                          |                          | カールソン・ヤング                                                 | カールソン・ヤング          |                          |  |  |
| マギー・デュバル                     |                             |                                    |                           |                          |                          | トレイシー・ミッデンドルフ                                         | トレイシー・ミッデンドルフ  |                          |  |  |
| マギー・デュバル                     | アンナ・グレース・バーロウY | ケイトリン・アシュリー=トンプソンY |                           |                          |                          |                                                                    |                             |                          |  |  |
| パイパー・ショー                     |                             |                                    |                           |                          |                          | アメリアローズ・ブレア                                             | アメリアローズ・ブレア      |                          |  |  |
| ジェイク・フィッツジェラルド         |                             |                                    |                           |                          |                          | トム・メイデン                                                     | トム・メイデン              |                          |  |  |
| セス・ブランソン（ネ・パーマー）     |                             |                                    |                           |                          |                          | ボビー・カンポ                                                     | ボビー・カンポ              |                          |  |  |
| レイチェル・マレー                   |                             |                                    |                           |                          |                          | ソシー・ベーコン                                                   | ソシー・ベーコン            |                          |  |  |
| クイン・マドックス                   |                             |                                    |                           |                          |                          | ブライアン・バット                                                 | ブライアン・バット          |                          |  |  |

## スタッフ
| スタッフ/詳細 | 映画                                | 映画                                                           | 映画                                                                 | 映画 | 映画 |
| スタッフ/詳細 | スクリーム                          | スクリーム2                                                    | スクリーム3                                                          | スクリーム4: ネクスト・ジェネレーション                                                                    | スクリーム |
| スタッフ/詳細 | 1996年                              | 1997年                                                         | 2000年                                                               | 2011年 | 2022年 |
| ------------- | ----------------------------------- | -------------------------------------------------------------- | -------------------------------------------------------------------- | --- | --- |
| 監督          | ウェス・クレイヴン                  | ウェス・クレイヴン                                             | ウェス・クレイヴン                                                   | ウェス・クレイヴン                                                                                         | マット・ベティネッリ-オルピン タイラー・ジレット                                                                                           |
| 脚本          | ケヴィン・ウィリアムソン            | ケヴィン・ウィリアムソン                                       | アーレン・クルーガー                                                 | ケヴィン・ウィリアムソン                                                                                   | ジェームズ・ヴァンダービルト ガイ・ビューシック                                                                                            |
| 製作          | キャシー・コンラッド キャリーウッズ | キャシー・コンラッド ウェス・クレイヴン マリアンヌマッダレーナ | キャシー・コンラッド ケヴィンウィリアムソン マリアンヌ・マッダレーナ | イヤー・ラブンカ ケヴィン・ウィリアムソン ウェス・クレイヴン                                               | ジェームズ・ヴァンダービルト ポール・ナインシュタイン チャド・ヴィレラ ウィリアム・シェラック                                              |
| 作曲          | マルコ・ベルトラミ                  | マルコ・ベルトラミ                                             | マルコ・ベルトラミ                                                   | マルコ・ベルトラミ                                                                                         | ブライアン・タイラー |
| 撮影監督      | マーク・アーウィン                  | ピーター・デミング                                             | ピーター・デミング                                                   | ピーター・デミング                                                                                         | ブレット・ユトキエヴィッチ |
| 編集          | パトリック・ルシエ                  | パトリック・ルシエ                                             | パトリック・ルシエ                                                   | ピーター・マクナルティ                                                                                     | ミシェル・オーラー |
| 製作会社      | ウッズ・エンターテインメント        | コンラッド・ピクチャーズ クレイヴン=マッダレーナ・フィルムズ   | コンラッド・ピクチャーズ クレイヴン=マッダレーナ・フィルムズ         | コーヴァス・コーラックス・プロダクション アウターバンクス・エンターテインメント ワインスタイン・カンパニー | アウターバンクス・エンターテインメント ラジオ・サイレンス・プロダクション プロジェクトXエンタテインメント スパイグラス・メディア・グループ |
| 配給会社      | ディメンション・フィルムズ          | ディメンション・フィルムズ                                     | ディメンション・フィルムズ                                           | ディメンション・フィルムズ                                                                                 | パラマウント・ピクチャーズ |

## 評価

### 興行成績
『スクリーム』シリーズは、2011年のインフレーション調整後の数字で、他のアメリカのホラーフランチャイズの最高収益と比較すると、4億4290万ドルでアメリカ国内のホラーフランチャイズとしては6番目に高い収益を上げている。このリストは、『13日の金曜日』の6億8710万ドルを筆頭に、『エルム街の悪夢』の5億9280万ドル、『ハンニバル・レクター』シリーズの5億8870万ドル、『ハロウィン』の5億5750万ドル、『ソウ』の4億5740万ドル、『スクリーム』の4億5700万ドルと続き、『サイコ』が3億7630万ドル、『悪魔のいけにえ』が3億460万ドル、『チャイルド・プレイ』が約2億300万ドル、『死霊のはらわた』が1億5400万ドルとなっている。
2012年のインフレーション率で調整すると、『スクリーム』シリーズ全体の全世界での興行収入は8億1642万2621ドルになる。
オリジナルの『スクリーム』は、全世界で1億7304万6663ドルの興行収入を記録し、批評家からも好意的な評価を受け、シリーズの中で最も成功を収めた。公開中にトム・クルーズの『ザ・エージェント』やティム・バートンの『マーズ・アタック!』など他の大作映画との競争があったこと、公開日が12月20日でクリスマスシーズン中であったこと、公開前にバラエティ誌が「D.O.A.」（来院時死亡）と書いたことなどにもかかわらず、『スクリーム』はその年のサプライズヒットとなり、約8ヵ月間、映画館で上映され続けた。
1998年後半には、『スクリーム2』は1998年の2月の公開週末の興行収入の記録を更新し、2000年12月15日に『ハート・オブ・ウーマン』（2000年）に取って代わられるまで記録を保持した。
一方、『スクリーム3』の国内興行成績は8910万ドルで、『スクリーム』の1億300万ドル、『スクリーム2』の1億110万ドルに比べ、批評家の評価は著しく低いものだった。その他の地域では、3作品とも200万ドル以下の差で、比較的同程度の売上を記録した。現在、『スクリーム』は全世界で518番目の興行収入を記録しており、『スクリーム2』の520番目、『スクリーム3』の616番台と続く。2011年現在、『スクリーム』はスラッシャーのジャンルで最高の興行収入を記録しており、『スクリーム2』が第2位、『スクリーム3』が第3位と続いている。
『スクリーム4』はアメリカ国内では不振で、製作費の4000万ドルをわずかに下回り、米国とカナダで3820万ドルの興行収入となった。一方、海外では好調で、その他の地域で5900万ドル、全世界で9710万ドルの興行収入を記録した。業界の専門家によると、この作品のオープニング週末の興行成績は「期待はずれ」で、『スクリーム』シリーズの中で2番目に低いオープニング成績となった。
| 映画                                    | 公開日（アメリカ合衆国） | 製作費       | 興行収入       | 興行収入     | 興行収入     | 興行成績ランキング | 興行成績ランキング | 興行成績ランキング | 出典          |
| 映画                                    | 公開日（アメリカ合衆国） | 製作費       | アメリカ合衆国 | その他の地域 | 全世界       | 公開年             | アメリカ合衆国歴代 | 全世界歴代         | 出典          |
| --------------------------------------- | ------------------------ | ------------ | -------------- | ------------ | ------------ | ------------------ | ------------------ | ------------------ | ------------- |
| スクリーム（1996年）                    | 1996年12月20日           | $14 million  | $103,046,663   | $70,000,000  | $173,046,663 | #15                | #436               | #518               | [ 55 ]        |
| スクリーム2                             | 1997年12月12日           | $24 million  | $101,363,301   | $71,000,000  | $172,363,301 | #21                | #453               | #520               | [ 56 ]        |
| スクリーム3                             | 2000年2月4日             | $40 million  | $89,143,175    | $72,691,101  | $161,834,276 | #27                | #548               | #616               | [ 57 ]        |
| スクリーム4: ネクスト・ジェネレーション | 2011年4月15日            | $40 million  | $38,180,928    | $58,957,758  | $97,138,686  | #61                | #2,033             | #1022              | [ 58 ]        |
| スクリーム（2022年）                    | 2022年1月14日            | $24 million  | $81,641,405    | $58,400,000  | $140,041,405 |                    | #1,282             |                    | [ 59 ] [ 60 ] |
| 合計                                    | 合計                     | $142 million | $413,375,472   | $331,141,593 | $744,517,065 |                    |                    |                    |               |

### 批評家・観客の反応
『スクリーム』シリーズは、1996年に第1作が公開されて以来、概ね好意的な評価を受けてきました。ロサンゼルス・タイムズ紙のケヴィン・トーマスは、『スクリーム』を「華麗で挑発的なホラー映画の送り火」と評し、エンパイア紙のアダム・スミスは、「巧妙で素早く、血まみれの笑い」と評した。その他のレビューでは、1980年代のティーン向けスラッシャー映画とその「延々と続く手間のかかる中途半端な続編」からの転換が評価されている。ウィリアムソン監督の脚本は、「皮肉や自己言及、辛辣な社会批評を、寒さや血しぶきと巧みに織り交ぜた」、「非常に巧妙で複雑なプロット」と評価された。しかし、ニューヨーク・タイムズ紙のジャネット・マスリンは、「クレイヴンは、不気味な素材を利用する一方で、嘲笑的なユーモアで貶めており、その両方を望んでいる、この映画の知っているトリビアの質問にすべて答えられるホラーファンでも、このような搾取的な組み合わせを完全に受け入れることはできないだろう」とあまり褒めていない。
『スクリーム』は、エンターテインメント・ウィークリー誌の「ハイスクール映画ベスト50」で32位、ブラボー誌の「最も怖い映画の動き100」で13位にランクインした。2008年には、エンターテインメント・ウィークリー誌の「過去13年間のベスト映画100」で60位にランクインするなど、さらに高い評価を受けた。また、エンパイア誌の「史上最高の映画500」では482位にランクインした。『スクリーム』は1996年、サターン賞の主演女優賞（キャンベル）、脚本賞（ウィリアムソン）、ホラー映画賞受賞に加え、監督賞（ウェス・クレイヴン）、助演賞（ウルリッヒとバリモア）にもノミネートされるなど、数々の賞を受賞した。また、MTVムービー・アワードでは1997年の最優秀作品賞を受賞した。
『スクリーム2』は、批評家からも同様に好意的な評価を受け、一部の批評家は、この映画が恐怖とユーモアの面でオリジナルを上回っていると主張した。ジーン・シスケルとニューヨーク・タイムズ紙のジャネット・マスリンは、1作目には否定的だったが、この続編には肯定的な評価を与えた。しかし、賞の面ではオリジナルと同じ成功を収めることができず、1998年のMTVムービー・アワードでキャンベルが女性演技賞を受賞、キャンベル、コックス、『スクリーム2』がそれぞれサターン・アワードの最優秀女優賞、最優秀助演女優賞、最優秀ホラー映画賞にノミネートされただけだった。
『スクリーム3』の評価は賛否両論で、レビューサイトのRotten Tomatoesでは、『スクリーム』の79％、『スクリーム2』の82％に比べて、39％の総合得点だった。一般的な意見としては、『スクリーム3』は、「シリーズが最初にパロディしていたものになってしまった」とし、「古いホラーの公式や決まり文句に頼ることで、新鮮さやオリジナリティを失ってしまった」と結論づけている。登場人物について、ロジャー・エバートは「（登場人物は）あまりにも薄く、透明だ」と述べたが、キャンベルの容姿については「カメラは彼女を愛している」と称賛した。彼女は大スターになって、AFIのトリビュートでこの映画のクリップを見て笑うかもしれない」と述べている。否定的な評価ばかりではなく、ロサンゼルス・タイムズ紙のケヴィン・トーマスは「本当に怖くて、しかも非常に面白い」と評し、BBCのトム・コーツは「3部作の完結編として、誰もが期待していた以上に効果的に機能している」と述べている。
『スクリーム4』は賛否両論を受けた。Rotten Tomatoesによると、183件のレビューのうち60％の批評家が本作に肯定的な評価を与えており、平均スコアは10点満点中5.85点となっている。主流の批評家によるレビューに100点満点の加重平均スコアを割り当てるMetacriticは、32件のレビューをもとに本作に52点を与えている。CinemaScoreの調査によると、映画ファンが本作につけた平均評点は、A+からFのスケールでB-だった。
| 映画                                    | Rotten Tomatoes         | Metacritic           | CinemaScore |
| --------------------------------------- | ----------------------- | -------------------- | ----------- |
| スクリーム（1996年）                    | 79％（73件のレビュー）  | 65（25件のレビュー） |             |
| スクリーム2                             | 82％（77件のレビュー）  | 63（22件のレビュー） | B+          |
| スクリーム3                             | 39％（122件のレビュー） | 56（32件のレビュー） | B           |
| スクリーム4: ネクスト・ジェネレーション | 60％（183件のレビュー） | 52（32件のレビュー） | B−          |
| スクリーム（2022年）                    | 77%（277件のレビュー）  | 60（49件のレビュー） | B+          |

## ドキュメンタリー映画
ドキュメンタリー映画『StillScreaming：The Ultimate Scary Movie Retrospective』 はライアン・テュレックが監督・脚本を務めた。このドキュメンタリーでは、シリーズの最初の3作品について、ウェス・クレイヴン、ネーヴ・キャンベル、その他のキャストのインタビューを交えて語られている。

## 論争
このシリーズの成功の一方で、現実世界の犯罪を模倣したり、暴力を誘発したりするという主張があり、物議を醸してきた。
1998年1月、16歳のマリオ・パディラと14歳のいとこ、サミュエル・ラミレスは、マリオの母親であるジーナ・カスティーヨを45回も刺して殺害した。この事件は「スクリーム殺人事件」として知られており、少年たちが『スクリーム』や『スクリーム2』に影響を受けたと主張したため、メディアの厳しい目にさらされることになった。彼らはまた、ジーナを殺害して得た金で、ゴーストフェイスのコスチューム2着と、映画の中でキャラクターが使用するボイスチェンジャーを購入し、殺人を繰り返すための資金を必要としていたことを認めた。
この事件は、暴力映画が10代の若者に与える影響を浮き彫りにするものと期待されていたが、裁判長のジョン・チェロスキーは、「スクリーム」に関する証拠を禁じ、この事件を「スクリーム殺人事件」と呼ばないように命じ、メディアの法廷への立ち入りを拒否し、この事件を殺人事件として裁くことを意図した。
1999年1月17日、13歳のアシュリー・マーレイは、当時の友人であったダニエル・ギル（14歳）とロバート・フラー（15歳）に頭と背中を何度も刺された後、放置された。襲撃の直前に『スクリーム』を見ていたことや、所持品の中にゴーストフェイスのマスクの絵が見つかったことから、2人は「スクリーム・アタッカーズ」と呼ばれていたが、彼らの行動はさらに、身体的虐待や薬物、家庭内での黒魔術への暴露などが原因とされた。後に2人に不利な証言をしたマーレイ自身も、この映画が2人の襲撃に影響を与えたのではないかと述べている。
1999年5月4日、コロンバイン事件を受けて、映画やゲームなどのメディアに登場する暴力が社会に与える影響について、ニュースメディアの関心が高まったことを受けて、アメリカ合衆国上院商務委員会は、ハリウッドが青少年向けに映画を販売していること、特にホラー映画のジャンルについての公聴会を開催し、『スクリーム』の冒頭でケイシー・ベッカーが殺害されるシーンを取り上げて、子どもが見る可能性のあるネガティブなメディアの例として紹介した。
2001年11月、ベルギー人のティエリー・ジャラダン（24歳）は、ゴーストフェイスのマスクとコスチュームを身にまとい、15歳のアリソン・カンビエに告白を断られた後に殺害した。ジャラディンは後に警察に対し、映画『スクリーム』3部作に触発された計画的な殺人だったと主張した。翌年には、ジュリアンと名乗る17歳のフランス人青年が、他の女性との交際に失敗した後、同級生を人里離れた場所に誘い出し、ゴーストフェイスのマスクを見せた後、彼女を刺殺した。当時のフランス当局は、この殺人事件を2000年以降の『スクリーム』関連の3件目の殺人事件としている。